# Quadrangle Vellamo Planitia
El quadrangle Vellamo Planitia és un dels 62 quadrangles definits per la cartografia de Venus aprovats per la Unió Astronòmica Internacional.
En els mapes a escala 1 / 5.000.000 (identificat amb el codi V-12) inclou la porció de la superfície de Venus situada en latitud d'entre 25º a 50° N, i longitud entre 120º a 150° E.
Deu el seu nom a la Vellamo Planitia.

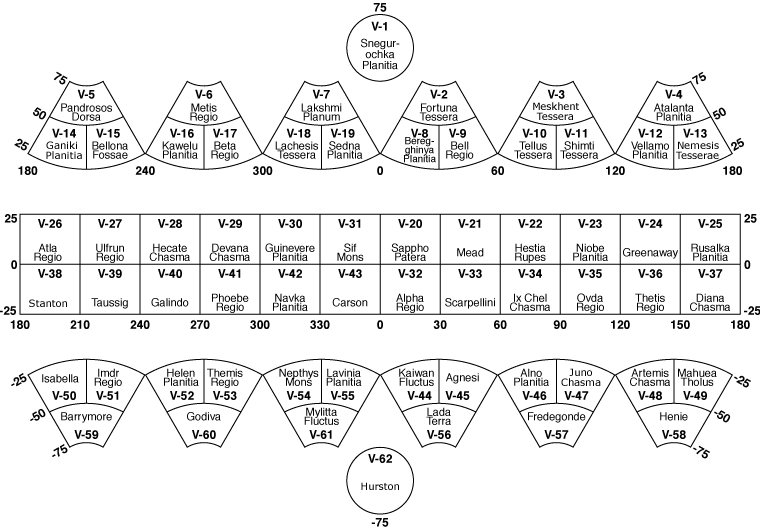
Quadrangles de Venus per a mapes a escala 1/5.000.000